# Kovotepec

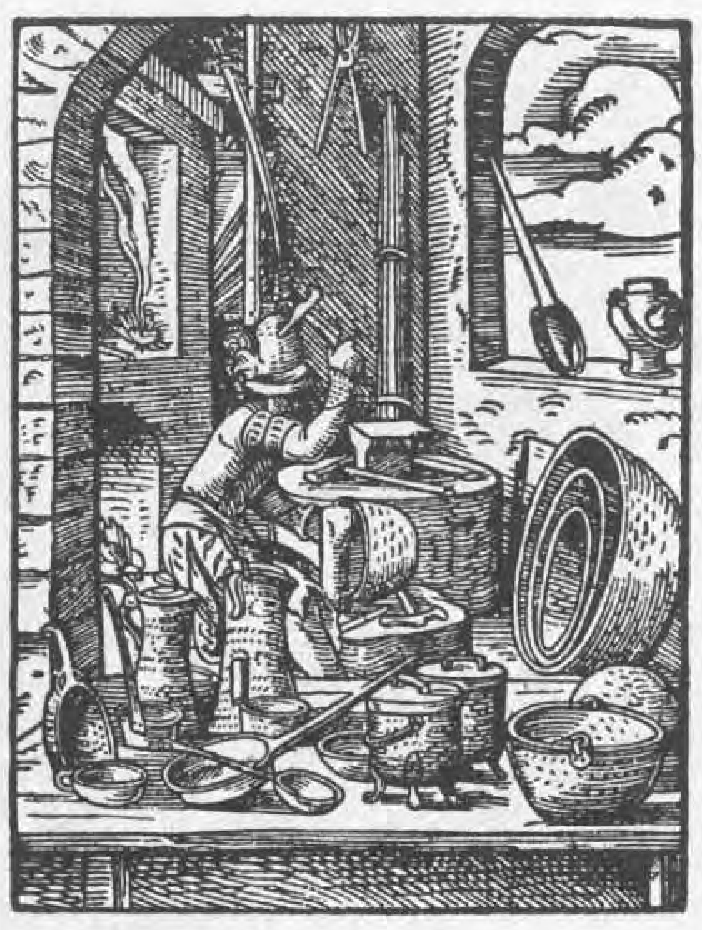
Jost Amman: Dílna mědikovce v 16. století

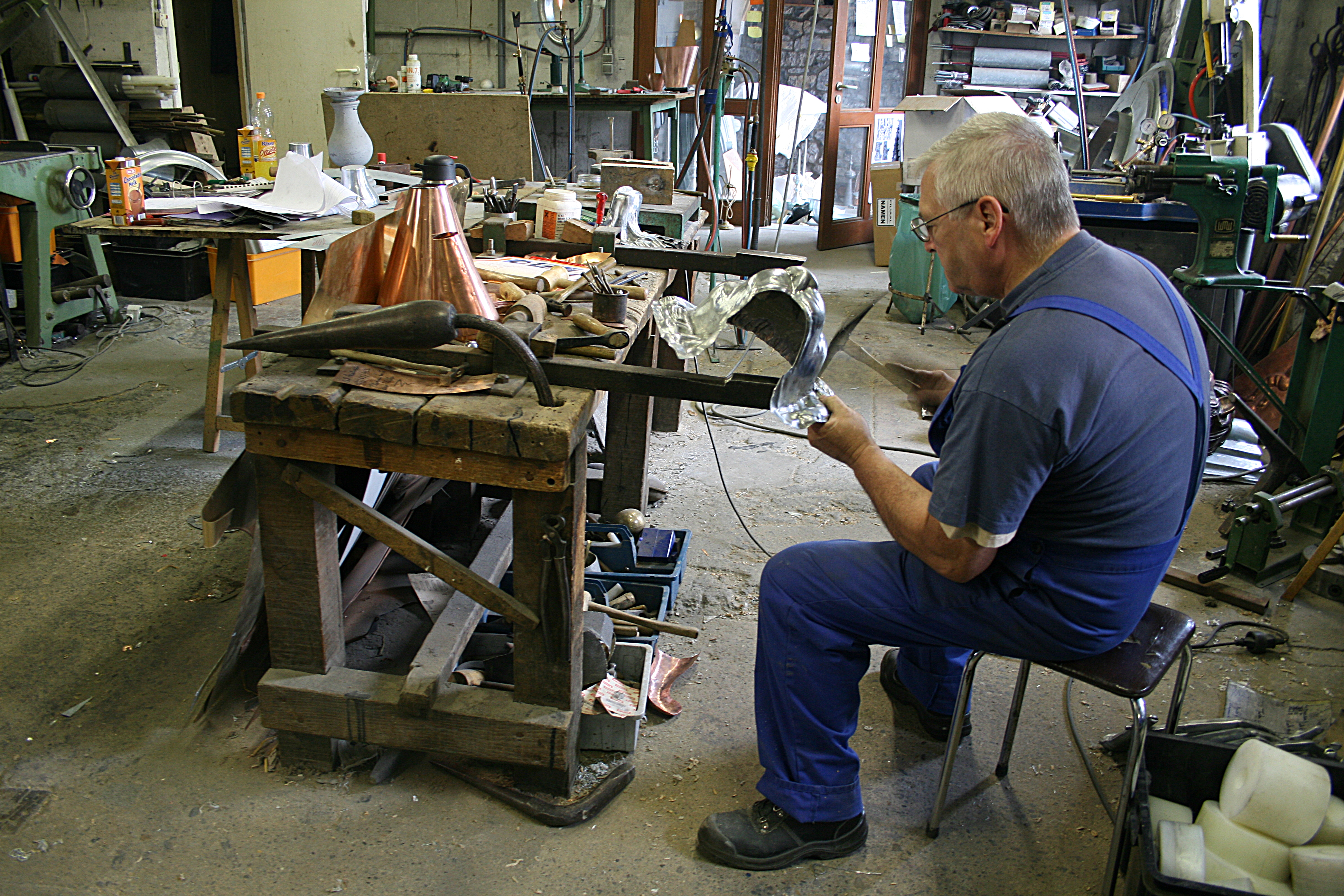
Kovotepec při práci; (Guy Clabots, Dinant, Belgie

Kovotepectví je umělecké řemeslo, které se zabývá ručním tvářením ušlechtilých kovů nebo jejich slitin, většinou za studena. Základními kovotepeckými řemesly bylo mědikovectví, resp. kotlářství, mosaznictví, platnéřství (a další přidružená řemesla zbroje), pasířství, která předpokládala tepání slitin mědi, slitin cínu, olova a železa. Jinou technikou je kovotlačitelství. 
Mezi nejrozšířenější výrobky patřily v nejstarších dobách kuchyňské a stolní nádoby, také oděvní spony. Dále to bylo obřadní nádobí a náčiní, votivní a liturgické předměty, galanterie, kovové ozdoby, zvané cetky, někdy také sochy v životním měřítku. Mezi příbuzná řemesla řadíme kovolitectví, jež bývalo s kovotepectvím často na jednom předmětu spojeno, například v dinanderiích z oblasti povodí řeky Maasy (z Dinantu), dále klempířství; technicky analogické, ale organizačně samostatné bylo zlatnictví a stříbrnictví, protože drahé kovy a jejich slitiny o ryzosti vyšší než 500/1000 vždy podléhaly zvláštní kontrole a dozoru státu či města. V určitých historických obdobích vyvolala poptávka po nějakém zboží specializaci řemesla, jako byli například lampáři nebo svícníci v 16.-18. století.

## Pracovní postupy
Základním materiálem je měkký a tažný plech o síle 0,3-2 mm (měděný, tombakový, mosazný, niklový, železný, (výjimečně stříbrný nebo zlatý). Nejsilnější plech užívali platnéři na zbroj. Z plechu se vystřihne žádoucí tvar, který se pak zpracovává vyleštěnými tvarovými kladivy, a to jednak zvenčí budoucí nádoby ("stahování"), jednak zevnitř proti ploché desce ("planýrování"). Stahování kruhových nádob postupuje ve spirále od kraje ke středu a materiál se často žíhá, aby byl kujnější. Větší nádoby se dělají z několika částí, které se nakonec snýtují nebo svaří. Konečné zdobení a cizelování se dělá pomocí tvarových dlátek či čakanů většinou zvenčí, při náročné technice repoussé se vytepává zevnitř. V moderní době se ruční tváření často nahrazuje kovotlačitelskou technikou nebo lisováním, hotový výrobek se nakonec zvenčí poklepe kladivem ("martlování").
Ploché ozdoby, kování na knižní vazby a podobně se tepou přilepené na smole, nejprve zhruba zespodu, pak se obráběný kus obrátí, vyplní smolou a dokončuje svrchu ciselováním, případně rytím a leštěním.
Velké sochy se tepají po částech, nýtují, svařují a často montují na ocelové výztuže nebo nasazují na zděné jádro. Tak je vyrobena například Socha svobody v New Yorku z měděného plechu o síle 2,4 mm.

## Historie

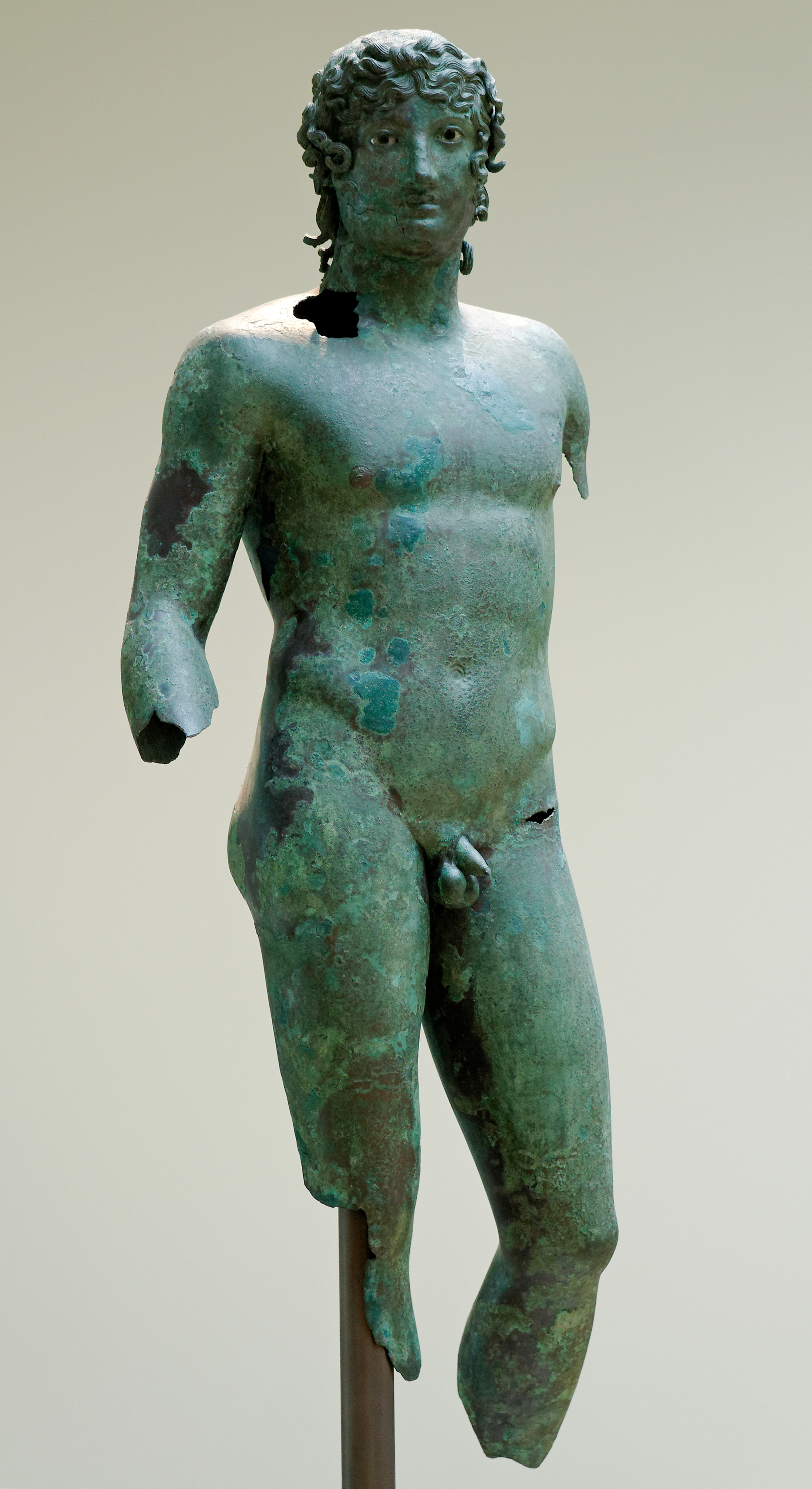
Socha tepaná z bronzového plechu, římská kopie řeckého originálu, 1. stol. př. n. l.

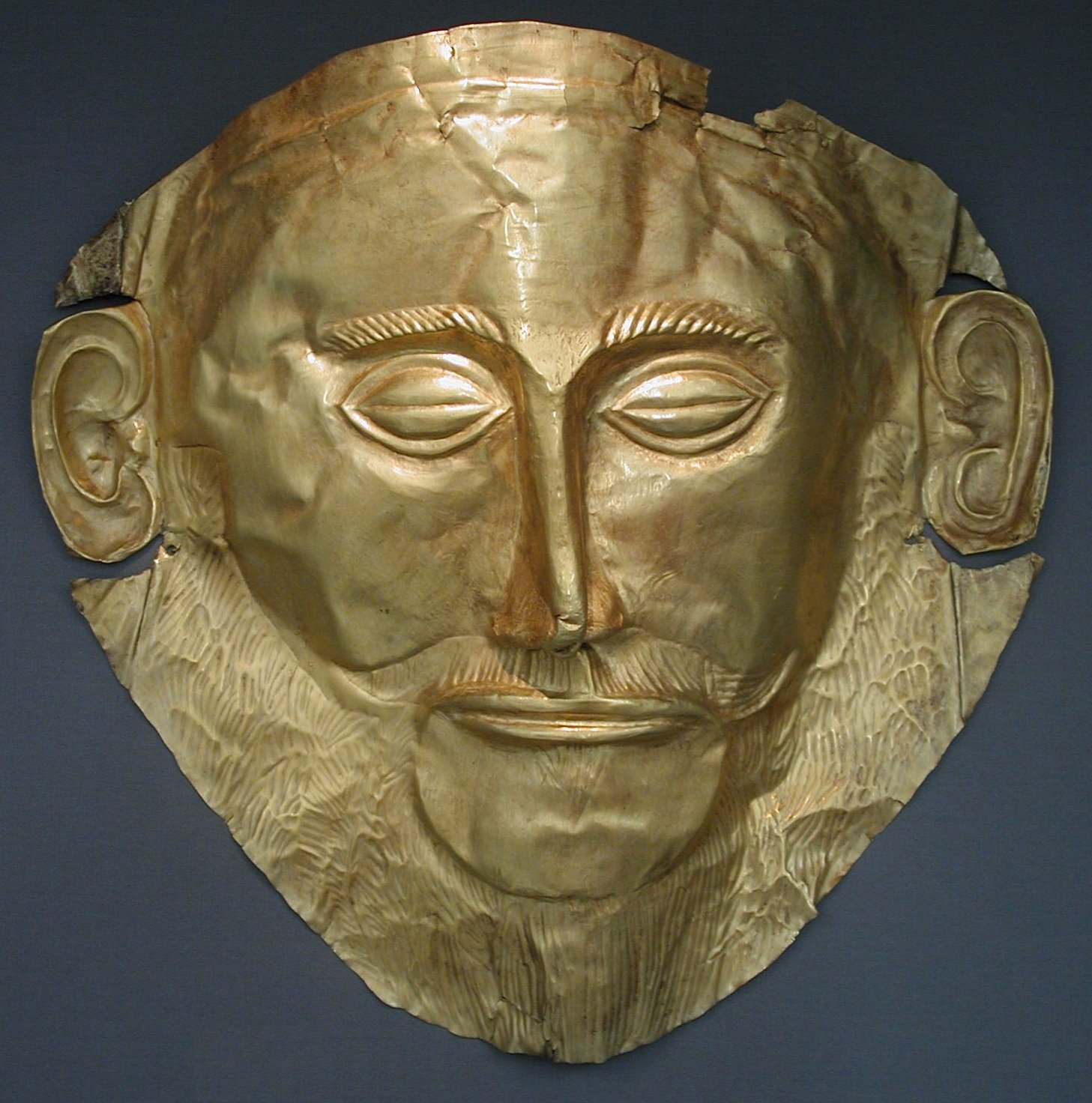
Zlatá pohřební maska, Mykény, 16. století př. n. l.

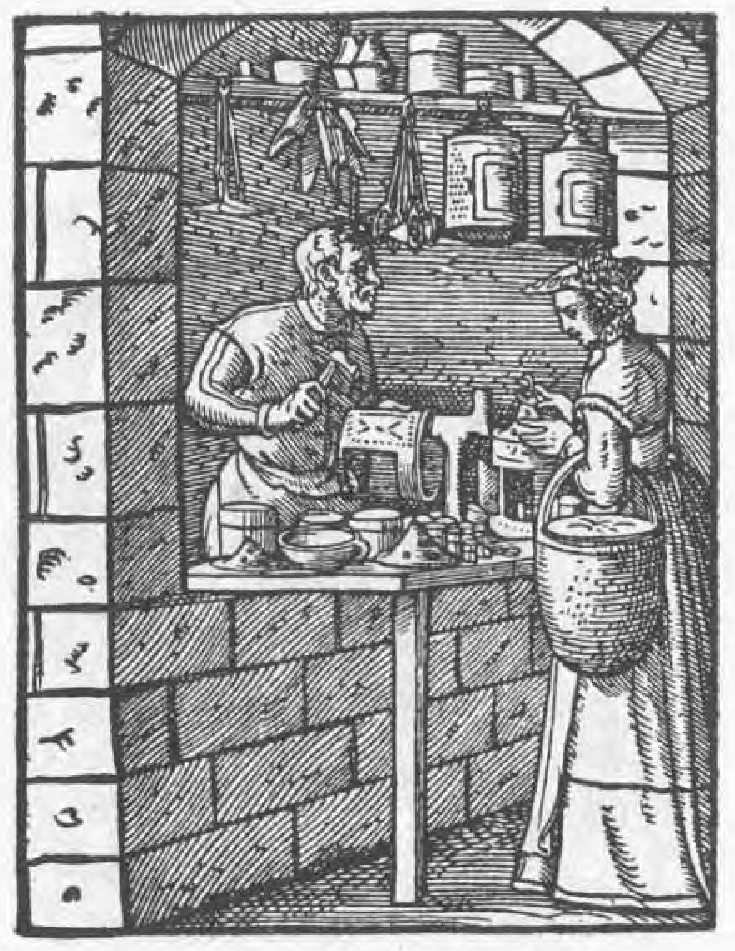
Jost Amman: Kovotepec, specialista na lampy, Norimberk kolem 1570

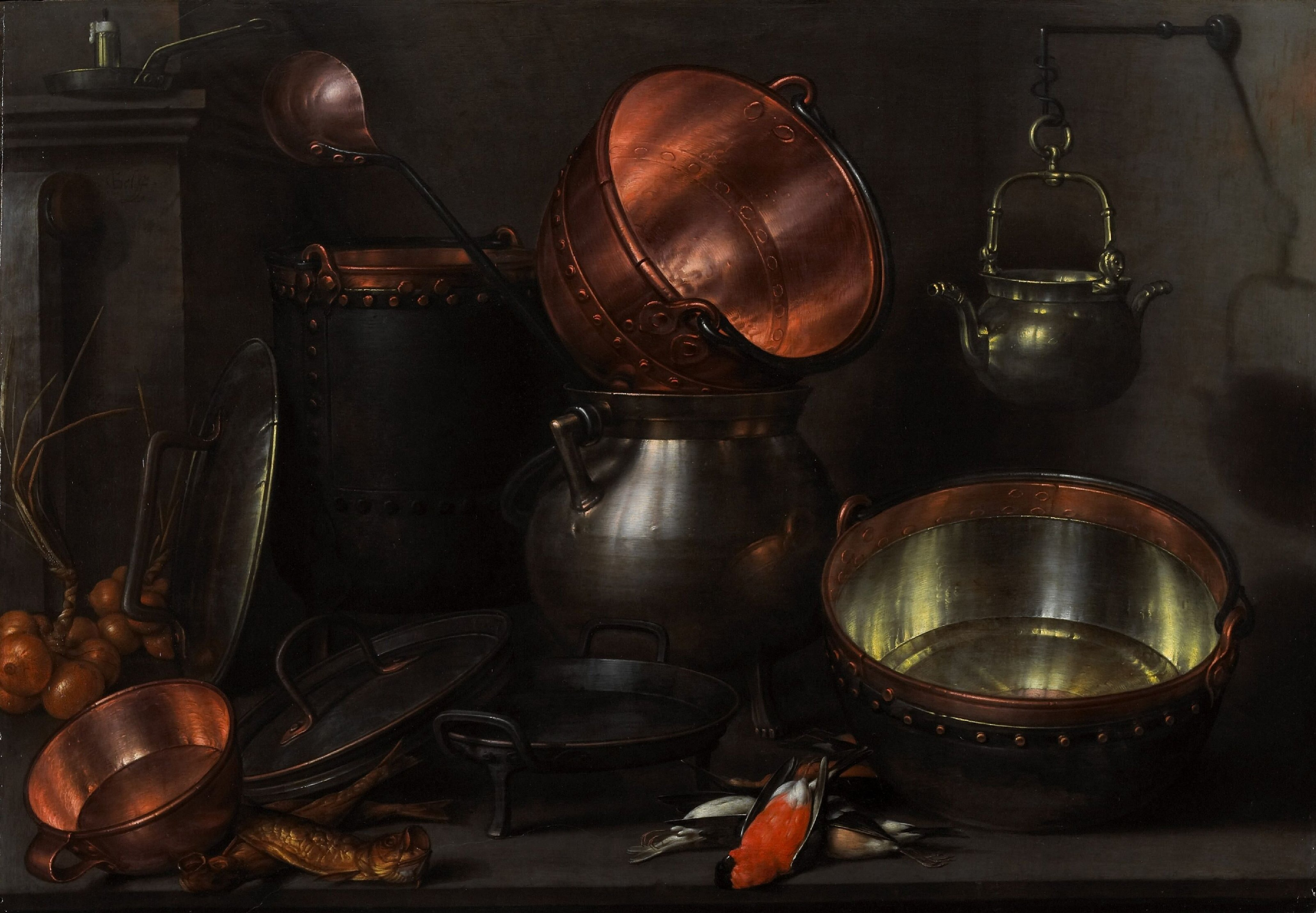
Jacob Willemsz: Renesanční kuchyňské nádobí, Delft kolem 1600

Kovotepectví patří mezi nejstarší kovozpracující řemesla. Objevuje se již v pravěku, nejméně 6000 let před naším letopočtem, nejstarší fragmenty patří kuchyňským nádobám, většinou kotlům či kotlíkům, ale také sponám z oděvů a zbraním. Ze starověku pocházejí většinou luxusní zlaté nebo měděné předměty z Řecka a z Egypta, (většinou patří do oboru zlatnictví). Početná a vynikající kovotepecká díla vznikala od raného středověku, kdy byl měděný plech základem liturgického a votivního nádobí a náčiní, zdobeného emailem, často exportovaná z Limoges. Liturgické předměty, kalichy a relikviáře měly být podle církevních předpisů zhotovovány především z drahých kovů, ale existuje množství tepaných z měděného nebo mosazného plechu, zlaceného v ohni. V 19. století byla zavedena výroba ze slitin niklu, pozinkovaného plechu a z hliníku. 
Většinu historických kovotepeckých děl až do poloviny 19. století zhotovovali kovotepci specializovaných oborů: konváři, kotláři, mědikovci a pasíři. Jejich sortiment tvořily běžné kovové nádoby, kotle, hrnce, pánve, pekáče, pečicí formy, poháry, lampy, svícny, kovová galanterie, opasky, šperky z obecných kovů (tedy kovová bižuterie), plechové hračky a další. Od poloviny 19. století je začaly nahrazovat nejprve kovotlačitelské, později lisované průmyslové výrobky, takže kovotepectví se do současnosti  zachovalo většinou jako umělecké řemeslo.